# Lise Darly
Lise Darly (Nice, França, 27 de Dezembro de 1981) é uma cantora francesa.
Em 2005 representou o Mónaco na semi-final do Festival Eurovisão da Canção com a canção "Tout de moi" (Tudo de mim), onde terminou com um 24º lugar com 22 pontos entre 25 participantes.